# Oxy hóa bêta
oxy hóa bêta là quá trình phân giải các axít béo (dưới dạng Acyl-CoA) thành Acetyl-CoA, "nhiên liệu" không thể thiếu của chu trình Krebs trong quá trình hô hấp hiếu khí. Việc phân giải các axít béo được thực thi trong các ti thể và thể peroxi.
Quá trình oxy hóa bêta có thể được chia làm 3 giai đoạn chính:
1. Hoạt hóa axít béo trong tế bào chất
2. Vận chuyển axít béo vào ti thể (thông qua thoi carnitine)
3. oxy hóa bêta các axít béo trong chất nền ti thể

Axít béo được oxy hóa tại phần lớn các mô trong cơ thể. Một số trường hợp ngoại lệ thì không thể thực thi quá trình oxy hóa chất béo một cách hiệu quả (não) hoặc hoàn toàn không thể thực thi được (hồng cầu hay phần tủy của tuyến thượng thận).

## Hoạt hóa axít béo
Các axít béo có thể thâm nhập qua lớp màng sinh chất vì chúng kém tan trong nước nhưng có thể tan tốt trong chất béo. Khi axít béo đã có mặt trong tế bào chất, việc kích hoạt chúng được xúc tác bởi enzyme acyl CoA béo dài synthetase. Cụ thể, một phân tử axít béo sẽ phản ứng với ATP để hình thành một phân tử acyl adenylat béo và một phân tử pyrophosphat vô cơ. Acyl adenylat béo sẽ phản ứng với các coenzyme A tự do để hình thành este acyl-CoA béo và AMP. Acyl-CoA béo lại phản ứng tiếp với carnitine để hình thành acylcarnitine và được chuyển vận qua lớp màng trong của ti thể bởi Natri glutamat.

## oxy hóa axít béo trong ti thể
Một khi đã được chuyển vào trong ti thể, axít béo trải qua nhiều chu trình trình oxy hóa bêta cho đến khi mạch cacbon của axít phân rã hoàn toàn. Mỗi chu trình như vậy giải phóng một acetyl CoA chứa 2 nguyên tử cacbon và trải qua 4 bước như sau:
| Mô tả | Biểu đồ | Enzyme                            | Sản phẩm                                                                                           |
| Khử hiđrô bởi FAD: Axít béo được oxy hóa bởi enzyme Acyl-CoA-Dehydrogenase. Enzyme này sẽ xúc tác quá trình khử hiđrô để tạo nên một liên kết đôi giữa cacbon thứ 2 và thứ 3.                         |         | acyl CoA dehydrogenase            | trans-Δ2-enoyl-CoA                                                                                 |
| Hyđrát hóa: Tiếp đó, liên kết đôi giữa cacbon 2 và 3 sẽ bị hyđrát hóa. Phản ứng này mang tính đặc trưng lập thể, tức là nó chỉ hình thành nên đồng phân dạng L.                                       |         | enoyl CoA hydratase               | L-β-hydroxyacyl CoA                                                                                |
| oxy hóa bởi NAD+: Phản ứng tiếp theo sẽ là sự oxy hóa của L-β-hydroxyacyl CoA bởi NAD+. Nhóm hydroxyl ở cacbon thứ 3 sẽ bị chuyển thành nhóm keto.                                                    |         | L-β-hydroxyacyl CoA dehydrogenase | β-ketoacyl CoA                                                                                     |
| Lưu phân (thiolysis): Bước cuối cùng của một chu trình oxy hóa bêta là việc cắt đứt nhóm β-ketoacyl CoA bởi nhóm thiol của một phân tử CoA khác. Nhóm thiol sẽ được gắn vào giữa cacbon số 2 và số 3. |         | β-ketothiolase                    | Một phân tử acetyl CoA và một phân tử acyl CoA với mạch C ít hơn 2 nguyên tử cacbon so với ban đầu |

Chu trình này cứ lặp đi lặp lại cho tới khi toàn bộ mạch C của axít béo bị cắt thành các acetyl CoA. Chu trình oxy hóa cuối cùng sẽ tạo ra 2 phân tử acetyl CoA thay vì 1 acyl CoA và 1 acetyl CoA như trước. Cứ mỗi chu trình thì Acyl CoA lại ngắn đi 2 cacbon và một phân tử FADH2, đồng thời một phân tử NADH và một phân tử acetyl CoA được sản sinh ra.

### oxy hóa bêta axít béo không no
Việc oxy hóa bêta của các axít béo không no gặp phải một vấn đề lớn khi vị trí của liên kết cis có thể ngăn cản việc hình thành của một liên kết trans-Δ2. Vấn đề này phải được giải quyết với sự có mặt của 2 enzyme mới.
Ở đây, bất kể cấu trúc của mạch C như thế nào, quá trình oxy hóa bêta chỉ dừng lại cho đến khi acyl CoA (vì sự hiện diện của một liên kết đôi) không còn là cơ chất thích hợp cho các enzyme acyl CoA dehydrogenase và enoyl CoA hydratase nữa. Vì vậy:
- Nếu acyl CoA bao hàm một liên kết cis-Δβ, enzyme cis-Δβ-Enoyl CoA isomerase sẽ chuyển nó thành liên kết trans-Δ2.
- Nếu acyl CoA bao hàm một liên kết đôi cis-Δ4, việc khủ hiđrô nó sẽ tạo thành 2,4-dienoyl và đó không phải là cơ chất thích hợp cho enzyme enoyl CoA hydratase. Tuy nhiên, enzyme 2,4 Dienoyl CoA reductase sẽ đảm nhận việc khử 2,4-dienoyl (với nguồn năng lượng là NADPH) thành trans-Δβ-enoyl CoA và sau đó 3,2-Enoyl CoA isomerase sẽ làm tiếp công việc của mình như mục trên đã trình bày.

Nói ngắn gọn:
- Liên kết đôi vị trí chẵn sẽ được enzyme isomerase chuyển từ dạng cis thành dạng trans.
- Liên kết đôi vị trí lẻ sẽ bị khử để chuyển liên kết sang vị trí chẵn và isomerase tiếp tục công việc của mình.

### oxy hóa bêta axít béo mạch C lẻ
Axít béo mạch C lẻ thường được tìm thấy trong thực vật và một số sinh vật biển. Nhiều động vật nhai lại sản sinh ra một lượng lớn các axít propionic có mạch 3 cacbon trong quá trình lên men hydratcacbon trong dạ cỏ.
Các axít mạch lẻ được oxy hóa giống như mạch chẵn, tuy nhiên sản phẩm cuối cùng là propionyl-CoA chứ không phải acetyl-CoA. Propionyl-CoA này sẽ được carboxyl hóa bằng việc đặt một ion bicacbonat vào trong đồng phân lập thể dạng D của methylmalonyl-CoA, phản ứng này sẽ bao hàm sự tham gia của cofactor biotin, ATP, và enzyme propionyl-CoA carboxylase. Ion bicacbonat sẽ được cộng thêm vào cacbon giữa của propionyl-CoA, hình thành nên D-methylmalonyl-CoA. D-methylmalonyl-CoA sẽ được enzyme methylmalonyl-CoA epimerase xúc tác chuyển thành đồng phân dạng L của nó và sau đó enzyme methylmalonyl-CoA mutase sẽ thay đổi cấu trúc của L-methylmalonyl-CoA (yêu cầu sự tham gia của B12 với tư cách là coenzyme) để hình thành succinyl-CoA, một thành viên của chu trình Krebs.
Vì nó không được hoàn toàn chuyển hóa trong chu trình Krebs, vì vậy sản phẩm của nó sẽ được tái chế trong một quá trình gọi là phản ứng bổ sung (cataplerosis) và vì vậy các chất trung gian của chu trình Krebs được phục hồi.

## oxy hóa bêta trong thể peroxi
Những axít béo quá dài đến mức ti thể không đảm đương nổi (được cho là các axít có mạch C nhiều hơn 22 cacbon) thì thể peroxi sẽ xử lý chúng. Tuy nhiên thể peroxi chỉ thực thi một phần của quá trình: chúng dừng việc oxy hóa lại cho đến khi hình thành các octanyl CoA - tức Acyl CoA mạch 8 cacbon. Đến đây thì các octanyl CoA được chuyển qua ti thể để xử lý nốt phần còn lại của công việc.
Một khác biệt lớn của quá trình oxy hóa bêta trong thể peroxi là nó không sản sinh ra ATP. Các điện tử mang điện thế cao sản sinh trong quá trình này sẽ được chuyển sang các phân tử O2 và hình thành nên H2O2. Enzyme catalase, enzyme đặc trưng chỉ được tìm thấy trong thể peroxi, sẽ có nhiệm vụ khử cácH2O2 thành nước và ôxi.
Việc oxy hóa bêta các axít béo trong thể peroxi cũng đòi hỏi các enzyme đặc trưng dùng cho việc xắt nhỏ các axít béo ngoại cỡ. Có thể liệt kê ra 3 đặc điểm khác biệt quan trọng giữa các enzyme dùng bởi ti thể và thể peroxi trong quá trình này:
1. oxy hóa bêta tại thể peroxi yêu cầu sự góp mặt của loại enzyme carnitine acyltransferase của thể peroxi (thay vì carnitine acyltransferase I và II của ti thể) để chuyển axít béo từ tế bào chất vào trong thể peroxi.
2. Phản ứng đầu tiên của quá trình oxy hóa được xúc tác bởi enzyme acyl CoA oxidase chứ không phải acyl CoA dehydrogenase.
3. Enzyme β-ketothiolase dùng trong thể peroxi tác động lên các cơ chất khác so với β-ketothiolase của ti thể.

Quá trình oxy hóa bêta diễn ra trong thể peroxi được kích thích bởi các bữa ăn mang hàm lượng chất béo cao, hay bởi các loại thuộc hạ lipid huyết như clofibrate.

## Năng lượng thu được trong phản ứng oxy hóa bêta
Tổng cộng năng lượng thu được trong mỗi chu trình oxy hóa là 14 ATP (tính theo tỉ lệ P/O) cụ thể là:
| Nguồn "nhiên liệu" | ATP      | Tổng cộng |
| 1 FADH2            | x 2 ATP  | = 2 ATP   |
| 1 NADH             | x 3 ATP  | = 3 ATP   |
| 1 acetyl CoA       | x 12 ATP | = 12 ATP  |
| Tổng cộng          |          | = 17 ATP  |

Đối với các axít béo no mạch chẵn (C2n), cần có (n - 1) lần oxy hóa để bẻ gãy hoàn toàn mạch C và sản phẩm cuối cùng là một acetyl CoA cộng thêm. Tuy nhiên, 2 ATP đã tiêu hao đi trong quá trình hoạt hóa axít béo và vì vậy, tổng số ATP có được là (n - 1) * 14 + 10 - 2
Ví dụ, số ATP thu được sau quá trình oxy hóa bêta của axít palmitic (C16, n = 8) là:
(8 - 1) * 14 + 10 - 2 = 106 ATP
| Nguồn "nhiên liệu" | ATP      | Tổng cộng |
| 7 FADH2            | x 2 ATP  | = 14 ATP  |
| 7 NADH             | x 3 ATP  | = 21 ATP  |
| 8 acetyl CoA       | x 12 ATP | = 96 ATP  |
| Hoạt hóa axít      |          | = -1 ATP  |
| Tổng cộng          |          | = 130 ATP |

Đối với các nguồn nhiên liệu dùng số lượng ATP sản sinh lớn hơn trên, tổng số ATP sẽ là 130 ={(8-1)*17+12-1} đối vởi mỗi phân tử axít palmitic.
Quá trình oxy hóa bêta của các axít béo không no thu được một lương ATP khác hơn vì nó yêu cầu thêm 2 enzyme nữa phục vụ cho quá trình oxy hóa.